# Anaea ops
Anaea ops är en fjärilsart som beskrevs av Druce 1877. Anaea ops ingår i släktet Anaea och familjen praktfjärilar. Inga underarter finns listade i Catalogue of Life.